# Massacre de la synagogue de Har Nof
Le massacre de la synagogue Kehilat Bnei Torah de Har Nof est un attentat terroriste commis le 18 novembre 2014 par deux Palestiniens de Jérusalem-Est dans une synagogue du quartier orthodoxe de Har Nof de l'ouest de Jérusalem.
Il fait six morts (cinq rabbins et un policier druze), et sept blessés parmi les fidèles. Les deux terroristes ont été tués.

## Déroulement
Peu avant 7h00, durant la Sha'harit (prière du matin), deux terroristes attaquent les fidèles en prière à coups de hache, de couteau ainsi qu'avec deux pistolets. Ils ont été tués lors d'un échange de tirs avec des policiers arrivés sur place.
Quatre rabbins sont assassinés : Moshe Twersky, 59 ans, responsable de la Yeshiva « Torat Moshe » ; Kalman Levine, 55 ans ; Aryeh Kopinsky, 43 ans ; et Avraham Shmuel Goldberg, 68 ans. Les quatre victimes ont une double nationalité : israélienne et américaine pour les trois premiers ; britannique pour le quatrième. Le policier druze Zidan Saif, également tué, est enterré dans son village, Yanuh-Jat (en), en présence du Président israélien Reuven Rivlin. Le rabbin Haim Yehyel Rotman, touché de plusieurs coups de hache à la tête, décède le 24 octobre 2015, à l'âge de 55 ans, après être resté un an dans le coma.
Il s'agit de la première attaque contre un lieu de culte juif à Jérusalem et l'attentat le plus meurtrier en Israël depuis 2008. Elle s'est produite dans une synagogue du quartier de Har Nof, à Jérusalem-Ouest, considéré comme un bastion du Shass, un parti ultra-orthodoxe. L'attentat est intervenu au surlendemain de ce que les Palestiniens ont dénoncé comme un «crime raciste», celui d'un chauffeur de bus palestinien, Youssef Ramouni, retrouvé pendu dans son dépôt de Jérusalem-Ouest.
L'attaque a généré des violences en Cisjordanie occupée, où des colons israéliens ont attaqué une école près de Naplouse, dans le nord, et jeté des pierres sur les automobilistes palestiniens près d'Hébron, dans le sud. Dans ce contexte, le ministre de la Sécurité intérieure israélien Yitzhak Aharonovich a décidé de faciliter la possibilité pour les militaires et les «gardiens d'école ou de jardins d'enfant» de conserver leurs armes en dehors de leur service.
Les auteurs de l'attaque sont deux cousins, Ghassan et Odeih Abou Jamal, âgés respectivement de 32 et 22 ans travaillant comme ouvriers dans le bâtiment. L'aîné était marié et père de trois enfants. Dix membres de leur famille ont été arrêtés.

## Réactions
- Israël : Nétanyahou et plusieurs de ses ministres ont violemment pris à partie le président palestinien Mahmoud Abbas, qui a sans tarder condamné l'attentat, lui en faisant porter la responsabilité « directe »[6].
- États-Unis : le Président des États-Unis Barack Obama condamne l'attaque, ainsi que le secrétaire d'État américain John Kerry qui condamne un « acte de pure terreur et d'une brutalité insensée »[8]. Lors d'une réunion à Londres avec le ministre des Affaires Étrangères britannique, il parle d'acte terroriste. Il écrit également aux dirigeants palestiniens pour leur enjoindre de condamner l'attaque ;
- Union européenne : Federica Mogherini, chef de la Police Étrangère de l'Union Européenne condamne l'attaque, qualifiée d'« acte terroriste »[9] ;
- L'Organisation des Nations unies critique également l'attentat ;
- France : le président François Hollande dénonce « avec la plus grande force l'odieux attentat » et « ceux qui ont osé saluer cet acte ».

De nombreux autres pays ont également condamné l'attentat.
Dans le monde arabe, ce massacre suscite des réactions variées :
- Palestine : Mahmoud Abbas, président de l'Autorité Palestinienne, condamne l'attentat[6] ;
- Le Hamas, au pouvoir dans la bande de Gaza, et le Jihad islamique palestinien saluent l'attentat[8] ;
- Jordanie : si des membres du parlement jordanien observent une minute de silence à la mémoire des « martyrs qui ont bombardé et assassiné les sionistes », le gouvernement jordanien condamne l'attaque[10]. Le Premier ministre jordanien adresse ses condoléances aux familles des terroristes[11] ;